# John Dunning
John Dunning, 1. baron Ashburton (ur. 18 października 1731 w Ashburton, zm. 18 sierpnia 1783 w Exmouth) – brytyjski prawnik i polityk.

## Życiorys
Wykształcenie odebrał w Ashburton Grammar School. W 1752 rozpoczął pracę w korporacji Middle Temple. Praktykę adwokacką rozpoczął w 1756 r. W 1768 został wybrany do Izby Gmin jako reprezentant okręgu Calne. W latach 1768–1770 był radcą generalnym. W parlamencie dał się poznać jako znakomity mówca i gorliwy obrońca wolności obywatelskich. Krytykował także prerogatywy Korony i rządu. W 1780 r. doprowadził do przyjęcia przez Izbę Gmin rezolucji o prerogatywach Korony: influence of the crown had increased, was increasing, and ought to be diminished (wpływ Korony wzrósł, wzrasta i powinien być uszczuplony). Wkrótce (1782) ustąpił rząd lorda North stronnika króla, władzę przejął popierany przez opozycję drugi gabinet lorda Rockinghama, rządy parlamentarne zostały utrwalone.
W 1782 otrzymał tytuł 1. barona Ashburton i zasiadł w Izbie Lordów. W gabinetach lorda Rockinghama i lorda Shelburne’a w latach 1782–1783 był Kanclerzem Księstwa Lancaster. Zmarł w 1783 r. Tytuł barona odziedziczył jego syn Richard.